# Frățila
Frățila – wieś w Rumunii, w okręgu Dolj, w gminie Bulzești. W 2011 roku liczyła 53 mieszkańców.